# Einplatinencomputer

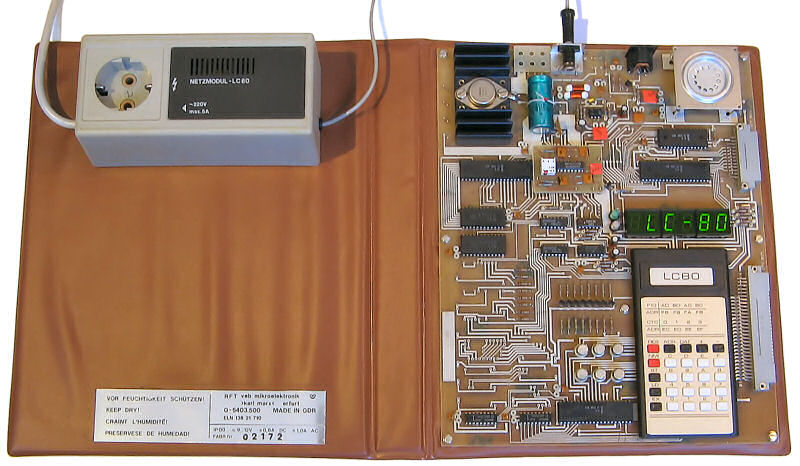
Einplatinencomputer LC80 mit einem Klon des Zilog Z80, Kombinat Mikroelektronik Erfurt 1982

Ein Einplatinencomputer, oft engl. single-board computer (SBC), ist ein Computersystem, bei dem sämtliche zum Betrieb nötigen elektronischen Komponenten auf einer einzigen Leiterplatte zusammengefasst sind. Typischerweise ist das Netzteil als einzige Komponente separat untergebracht. Sie werden in vielen Anwendungsgebieten eingesetzt – z. B. in der Industrie, in elektronisch gesteuerten Gebrauchsgegenständen und im Privat- und Hobbybereich.

## Grundlagen
Geräte wie der KIM-1, der Microprofessor I und der Apple I bildeten ab Mitte der 1970er-Jahre eine der Vorstufen der späteren Heimcomputer und Personal Computer. Sie wurden oft von Computerenthusiasten und Hackern gebaut und verwendet, später ging ihre Verbreitung bei Privatnutzern stark zurück. Konstruktiv gesehen können auch die meisten Heimcomputer der 1980er wie der Sinclair ZX81, der Commodore 64 oder der Atari ST als Einplatinencomputer angesehen werden, wurden jedoch in der Regel nicht so bezeichnet.
Einplatinencomputer werden in der Industrie vorwiegend in der Mess-, Steuer- und Regelungstechnik (MSR) eingesetzt. Sie ersetzen in vielen Bereichen festverdrahtete Steuerungen, da Änderungen der Steuerungsabläufe einfach durch Modifizierung des Programms realisiert werden können, gleichzeitig sind sie preisgünstiger als aufwendige speicherprogrammierbare Steuerungen (SPS). Eine wichtige Anwendung sind auch sogenannte Eingebettete Systeme in elektronisch gesteuerten Gebrauchsgegenständen wie zum Beispiel Haushaltsgeräten, Kraftfahrzeugen, WLAN-Routern, Geräten der Unterhaltungselektronik oder auch der Medizintechnik. Dabei kommen heute häufig angepasste Varianten des Linux-Betriebssystems zum Einsatz (etwa Embedded Linux).
Seit etwa 2012 haben Einplatinencomputer wieder zunehmend Verbreitung im Privatbereich gefunden, vor allem der Raspberry Pi mit 5 Millionen verkauften Exemplaren (Stand Februar 2015). Sie werden zum Beispiel als preisgünstiges Mediacenter, Heim-Server, als Schulrechner oder als Experimentiergerät unter Linux (z. B. Android) eingesetzt.

## Aufbau
Ein Einplatinencomputer besteht mindestens aus dem eigentlichen Prozessor, einem Taktgenerator, einer Reset-Logik, einem Festspeicher (ROM) für das Programm und Ein- bzw. Ausgabebaugruppen. Mit dieser Ausstattung lassen sich bereits einfache Ablaufsteuerungen realisieren. Für komplexere Aufgaben werden weitere Komponenten erforderlich, vornehmlich RAM, um Zwischenergebnisse ablegen oder Unterprogramme ausführen zu können, und EEPROM- oder Flash-Speicher für veränderliche Parameter, die einen Stromausfall überstehen müssen.
Sehr häufig werden Einplatinencomputer mit Überwachungsschaltungen (Stromausfall-Erkennung, Watchdog) versehen, die den Rechner im Falle eines unerwarteten Fehlers im Programm oder in der Stromversorgung in einen definierten Ausgangszustand zurücksetzen.
Weiterhin können Einplatinencomputer mit Analog-Digital-Wandlern, Zählerbausteinen, Kommunikationsschnittstellen und anderen speziellen Schaltungen an die jeweilige Anwendung angepasst werden.

## Geschichte der professionellen Anwendung

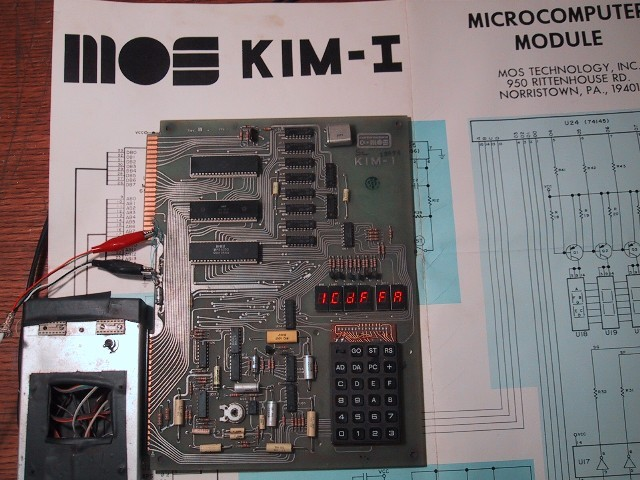
KIM-1, ein Entwicklungs- und Lehrsystem aus dem Jahr 1975

Einplatinencomputer kamen Ende der 1970er-Jahre mit der zunehmenden Verbreitung von Mikroprozessoren auf den Markt. Sie deckten zunächst den Bedarf an preiswerten Entwicklungssystemen ab, waren aber von Beginn an auch dafür konzipiert, in Produktivumgebungen eingesetzt zu werden. Sie werden in der Industrie vorwiegend in der Mess-, Steuer- und Regelungstechnik (MSR) eingesetzt. Sie können dort in vielen Bereichen festverdrahtete Steuerungen vorteilhaft ersetzen, da Änderungen der Steuerungsabläufe in den meisten Fällen durch einfachen Austausch des Programms realisiert werden können. Gleichzeitig sind sie wesentlich billiger als speicherprogrammierbare Steuerungen (SPS) und können daher wirtschaftlich in Bereichen eingesetzt werden, für die eine große SPS überdimensioniert wäre.
Mit der fortschreitenden Entwicklung der Mikrocontroller, die neben dem eigentlichen Prozessorkern immer mehr Funktionen in einem Chip vereinigten, erweiterte sich auch das Anwendungsspektrum. Heute stecken die Abkömmlinge der Einplatinencomputer in Waschmaschinen, Automatikgetrieben, Fernbedienungen, Heizungssteuerungen und unzähligen anderen Geräten des täglichen und industriellen Bedarfs. Dabei entwickelten sich die kleinen Rechner sowohl zu immer größerer Leistungsfähigkeit, auch mit 16-Bit- und 32-Bit-Prozessoren, als auch in Richtung winziger Minimalsysteme mit nur wenigen, einfachen Funktionen (BASIC-Briefmarke).

## Varianten und Bauformen
Sehr viele Heimcomputer, wie z. B der C64 oder der Sinclair ZX81, sind aus konstruktiver Sicht ebenfalls Einplatinencomputer mit integrierter Videoausgabe, ergänzt durch Tastatur, weitere Bedienungselemente, Anschlüsse für Peripheriegeräte und meistens irgendeine Form von Massenspeicher – ohne diese Erweiterungen sind sie jedoch nicht sinnvoll einsetzbar. Ebenso enthalten auch moderne Smartphones und Tabletcomputer in ein Gehäuse eingebaute Einplatinencomputer – meist auf Basis der ARM-Mikroprozessoren – werden jedoch ebenfalls nicht so bezeichnet.

### 6502-Einplatinenrechner

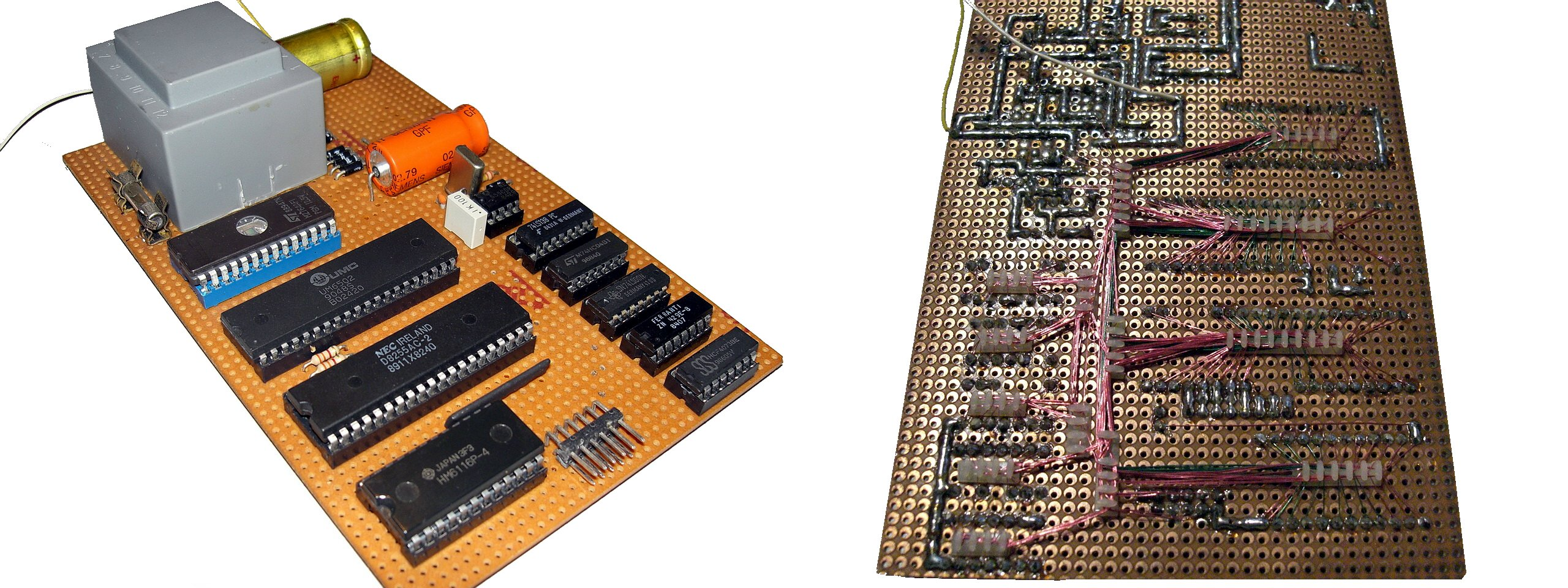
Einplatinencomputer EMUF mit 6502-Prozessor

In der frühen Computerentwicklung auf Basis von Mikroprozessoren waren die 6502-CPU und deren Derivate sehr verbreitet, so zum Beispiel die Modelle Apple I, KIM-1, SYM-1 und AIM-65.
Ein Bausatz auf Basis der 6502-CPU wurde im Mai 1980 vom Elektor-Verlag als Junior-Computer vorgestellt und entwickelte sich mit mehreren tausend Exemplaren in Europa zu einem beliebten Selbstbaucomputer. Entwickelt wurde der Junior-Computer bei Elektor von Loys Nachtmann, der später als Redakteur zur Zeitschrift Chip wechselte.
Weitere Beispiele sind der Selbstbaucomputer Cobold, der 1981 von der Zeitschrift MC präsentierte EMUF und der 1984 in der c’t vorgestellte CEPAC-65, der sich als universeller Steuercomputer eignete.

### 8085-Einplatinenrechner
Einplatinenrechner gab es auch mit dem Intel-8085-Prozessor, zum Beispiel der Experimentiercomputer ECB85 von Siemens, der 1979 auf den Markt kam.

### SC/MP-Einplatinenrechner
Ein früher Selbstbaucomputer wurde vom Elektor-Verlag im Juni 1977 (G 3078EX) auf der Basis des SC/MP (Typ I) veröffentlicht. Ein weiterer Bausatz wurde seitens des Elektronikherstellers und Lehrmaterialanbieters Christiani-Verlag aus Konstanz als SC/MP-Lehrcomputer 1978 auf den Markt gebracht.

### Z80-Einplatinenrechner

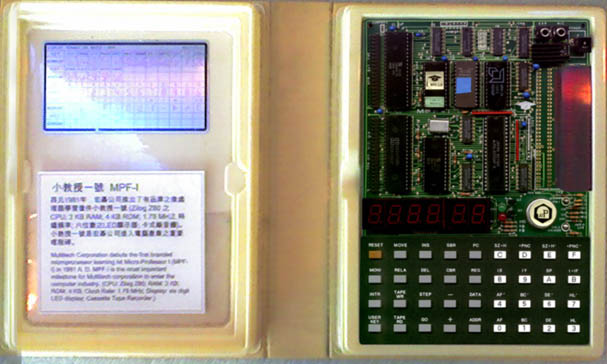
Microprofessor I

Als einer der ersten in Deutschland verfügbaren Einplatinenrechner kam 1977 der Nascom 1 auf Basis der Zilog-Z80-CPU auf den Markt. Die ersten Computer des englischen Herstellers Sinclair Research, der Sinclair ZX80 und der ZX81 sowie die ZX-Spectrum-Serie, waren ebenfalls Einplatinenrechner. Auf der Basis von Z80-kompatiblen CPUs wurden weitere Einplatinencomputer (sog. SBC) realisiert, so u. a. der NDR-Klein-Computer aus dem Jahre 1984 von Rolf-Dieter Klein sowie der Euro-Z80 (Elektor-Verlag) aus dem Jahre 1989. Auch der Z80-EMUF (Einplatinen-Mikrocomputer für universelle Festwertprogramm-Anwendung) ist ein verbreiteter Einplatinentyp im Selbstbau gewesen. Da Zilogs Z80-Prozessor auch heute noch verfügbar ist, werden aktuell wieder neue Systeme mit Taktraten von 20 MHz entwickelt.

### Heutige Einplatinenrechner

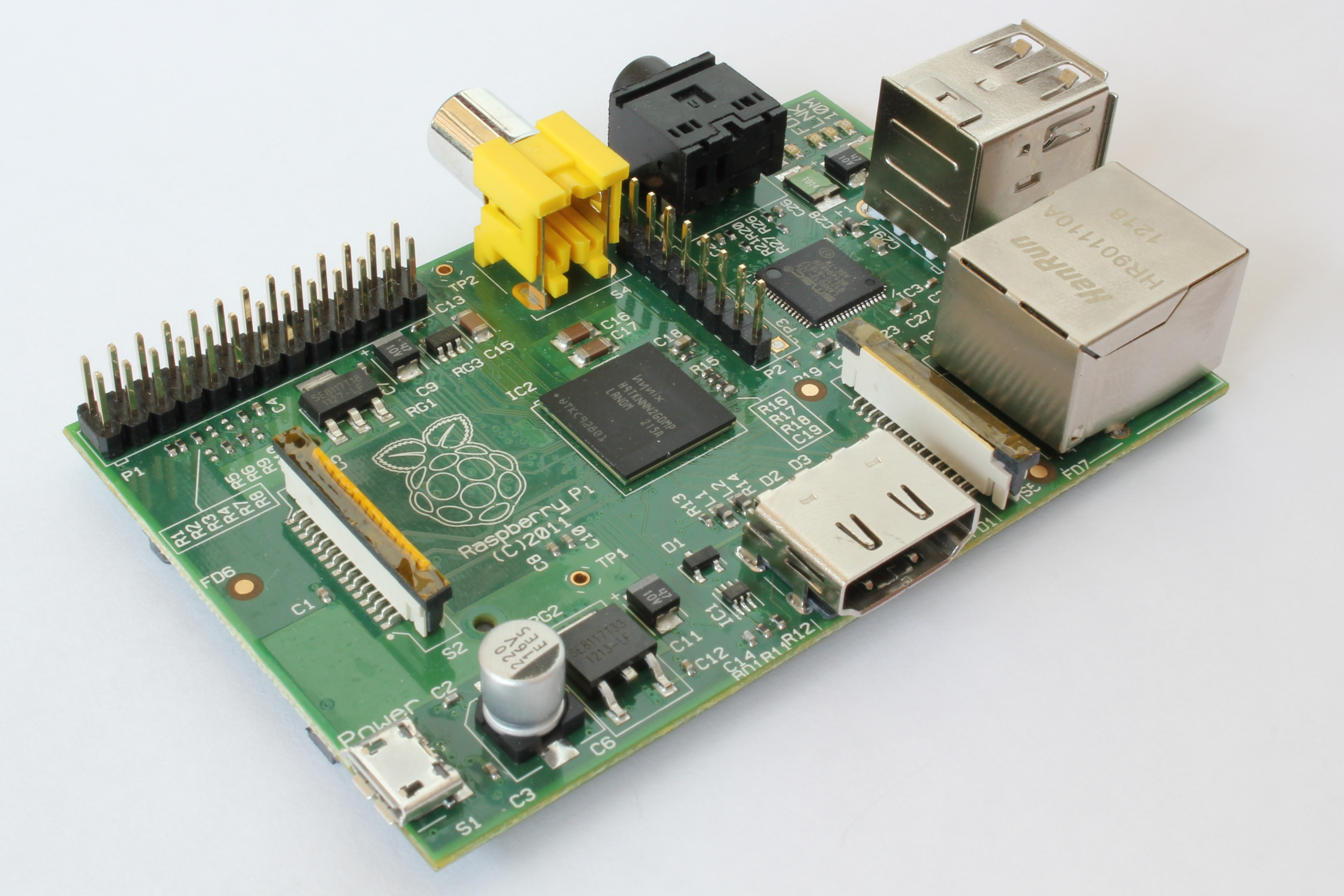
Raspberry Pi mit ARM-Prozessor, von dem bis Februar 2015 rund 5 Millionen Stück verkauft wurden.

Bis in die 1990er-Jahre wurden 8-Bit-Einplatinencomputer, z. B. mit Intel-8085-Prozessor, Intel-MCS-51-Mikrocontrollern und ihren Nachfolgern, zu Mess-Steuer-Regel-Zwecken (MSR) eingesetzt. Heute werden Einplatinenrechner mit leistungsfähigeren Mikrocontrollern bestückt und decken den unterschiedlichen Bedarf für Haushalts-, Industrie-, Automobil- und Militärzwecke als Eingebettetes System ab. Der Trend geht dazu, immer mehr Funktionen (Standardschnittstellen, A/D-Wandler usw., bis hin zu kompletten WLAN-Funktionen inkl. TCP/IP-Stack) des Einplatinencomputers direkt auf demselben Chip wie die CPU zu integrieren (siehe System-on-a-Chip). Dadurch kann bei steigender Funktionalität der Stückpreis dieser Rechner gesenkt werden.
Zu den bekannten aktuellen Einplatinenrechnern für Endnutzer zählen Arduino, BeagleBoard, Citronics, Cubieboard, Ethernut, PandaBoard, Raspberry Pi, Tinkerforge, Banana Pi, pcDuino, Lattepanda, Orange Pi, ODROID, NanoPC, HummingBoard und der für Bildungszwecke konzipierte BBC micro:bit. Solche Rechner werden etwa als Musik-Streaming-Client, Media Center, Thin Client oder Server, als Steuerungsplatine in einem Quadrocopter, als Wetterstation, UKW-Radiosender oder als Steuereinheit für dedizierte Bitcoin-Mining-Hardware verwendet. Vereinzelt werben Hersteller dabei mit der Wiederverwendung von Komponenten wie Smartphone-Platinen.